# Schloss Basthorst

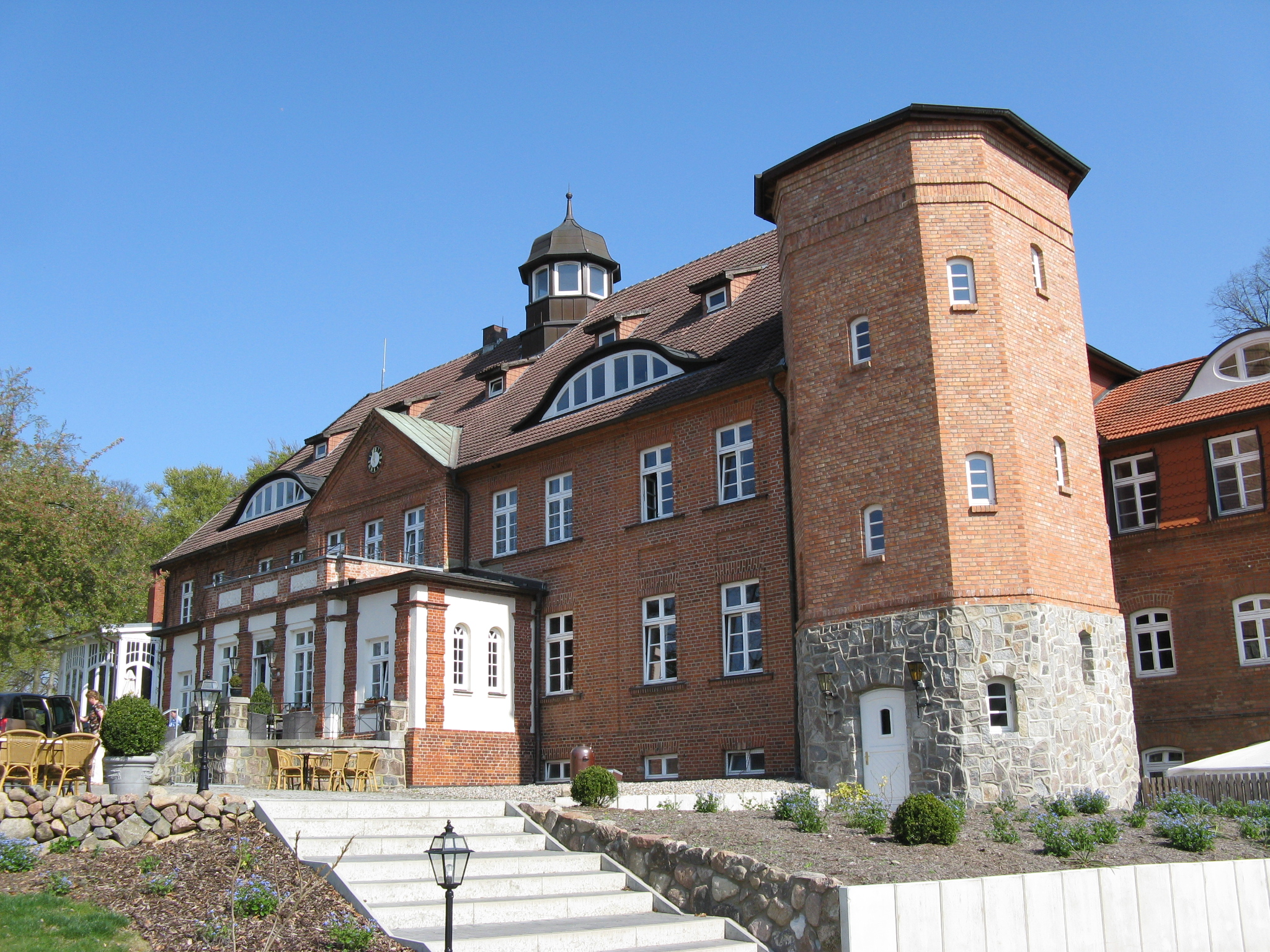
Schloss Basthorst

Schloss Basthorst ist eine 1823 gebaute Schlossanlage, die mit dem gleichnamigen Dorf (heute Ortsteil von Crivitz) am Ufer des Glambecksees im Landkreis Ludwigslust-Parchim in Mecklenburg-Vorpommern liegt.

## Lage
Das Schloss liegt rund 400 Meter südwestlich des Glambecksees auf dem höchsten Punkt einer leichten Bodenwelle. Zu beiden Seiten einer gerade auf das Schlossportal zuführenden Allee mit Südwest-Nordost-Richtung befinden sich die Häuser des langgestreckten Dorfes Basthorst. Neubauten jüngeren Datums haben die Dorffläche vor allem in Richtung Nordwesten verschoben. Zwischen Schloss und See erstreckt sich ein heute weitgehend verwilderter Landschaftspark.

## Geschichte

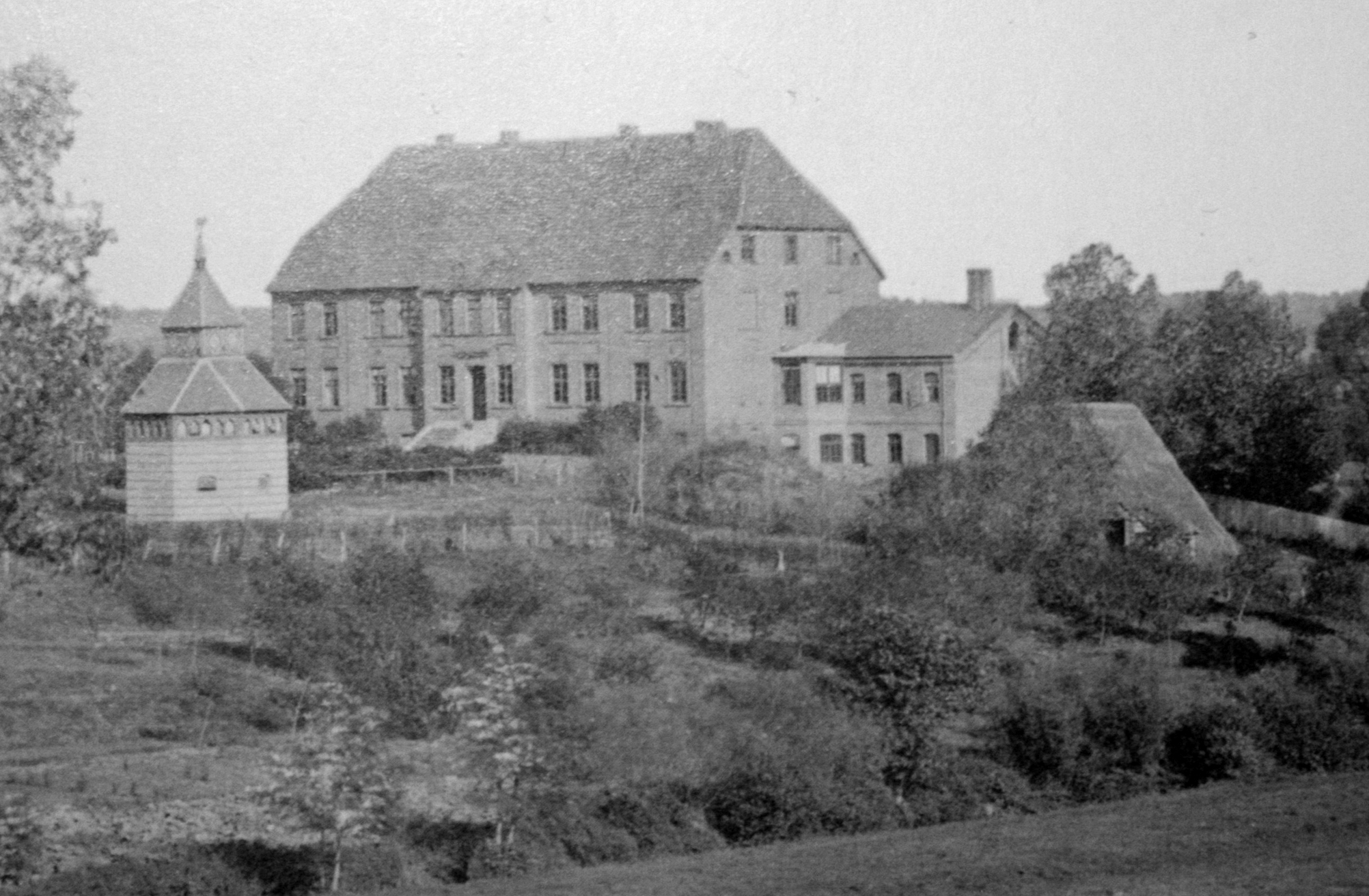
Aufnahme des Haupthauses um 1870, aus Richtung Süden betrachtet

Der Schweriner Regierungsrat Ernst Johann Wilhelm von Schack kaufte 1821 Teile der Güter Kladow und Samelow, gleichwohl gehörten seiner Familie bereits seit zwei Jahrhunderten einige Güter in der unmittelbaren Umgebung. In der Feldgemarkung zwischen diesen Gütern ließ er Dorf und Gut Basthorst neu anlegen, in etwa auch auf der Gemarkung von Rehagen. Ein Hans von Schack galt schon vor 1687 als Besitzer von Rehagen. Hauptgut der Familie von Schack in der hiesigen Region war damals das benachbarte Wendorf, Rehagen eine Besitzfläche, nach Friedrich Schlie zu Gut Kladow zugehörig. Die Namensgebung Basthorst anstatt Rehagen rührt von Basthorst im Herzogtum Lauenburg her, das Herr von Schack als Ursprung seiner Familie ansah.
Die Bauarbeiten sowohl für das Dorf als auch für das klassizistisch geprägte Herrenhaus wurden in den Jahren 1823 und 1824 weitgehend abgeschlossen. Anfang 1825 zog die Besitzerfamilie in das Herrenhaus ein. Wirtschaftsgebäude und rund ein Dutzend Häuser für die Landarbeiter wurden zu beiden Seiten der Dorfstraße angelegt, was die Zentralfunktion des Herrenhauses verstärkte. Die Wirtschaftsgebäude bestanden bei der Anlage des Guts aus einer Scheune, einem großen Stall, je einem kleineren Schaf- und Pferdestall, zwei Katen und einem größeren Gebäude, dessen Funktion heute unbekannt ist und das vor 1837 bereits wieder abgerissen wurde.
Um 1850 ließ Albrecht von Schack, der Sohn des Erbauers, weitere Wirtschaftsgebäude, ein pavillonartiges Brunnenhaus und eine Schänke anlegen. Das Herrenhaus wurde um einen nur zweigeschossigen Anbau ergänzt. Nach 1870 wurde vom Eingang des Herrenhauses gesehen rechts der Dorfstraße ein repräsentativer Verwaltungsbau errichtet, das so genannte Turmhaus, das durch eine Baumgruppe vom Herrenhaus getrennt ist. Bis zu diesem Zeitpunkt befand sich das Haupthaus noch weitgehend in seinem ursprünglichen Zustand als unverputzter, zweigeschossiger Backsteinbau mit nur geringem Fassadenschmuck, einer unauffälligen Haupttreppe und bereits einem hohen Krüppelwalmdach, das aber anders als heute keine Fensteröffnungen und auch keinen eigenen Giebel für die Mittelrisalite aufwies. Nach dem Genealogischen Handbuch des Adels war Dr. phil. Ernst Albrecht von Schack (1850–1896), verheiratet mit Elisabeth von Hagenow-Nielitz, der letzte Schack auf Basthorst mit Wendorf und Groß Görnow. Gut Basthorst hatte damals einen Umfang von 1150 ha.
1900 kam das Gut in den Besitz des Bürgerlichen Karl Tust. Er ließ das Gut durch den Architekten Gustav Hamann vollständig um- und zum Schloss ausbauen. Vor allem das Dach und die parkseitigen Anbauten stammen aus dieser Zeit. 1914 verkaufte Tust das Anwesen an den Berliner Spirituosenhersteller Albert Gilka. 1929 wurde der Lebensmittel-Industrielle Walter Rau Eigentümer. Nach den Grundsätzen der NS-Wirtschaftspolitik modernisierte er den Gutsbetrieb und machte das Schloss zum Familiensitz.
Nach der Flucht der Familie Rau in den Westen wurde das Schloss 1945 zunächst von Einheimischen geplündert und danach durch Beschlagnahmungen der Roten Armee zahlreicher Einrichtungsgegenstände beraubt, bevor es zur Flüchtlingsunterkunft wurde. Kurz darauf wurde das Agrarland des Guts an Neubauern aufgeteilt. Pläne zum Abriss des Schlosses vereitelte die FDJ. Nach dem Auszug der letzten Flüchtlinge eröffnete Ende 1948 im Schloss eine Heilanstalt für Tuberkulose mit zunächst 50 Betten. 1970 wurde sie zur klinischen Dispensaire-Anstalt des Ministeriums für Gesundheitswesen der DDR umgewandelt. 1977 nahm der Bezirk Schwerin das Schloss mit seinen Nebenanlagen und gut drei Hektar des Parks in seine Denkmalliste auf. 1984 erfolgte ein teilweise Umbau, der das Schloss zur Weiterbildungseinrichtung der Bezirksakademie des Gesundheitswesens und einen Teil des Kellers zum Verwaltungs- und Kommunikationszentrum für einen möglichen Katastrophenfall machte. In den letzten Jahren der DDR erfolgten Vorbereitungen für eine Sanierung. 1988 wurde der Dachreiter wegen Einsturzgefahr entfernt und das Dach insgesamt schlichter gestaltet.
1994 kaufte Gustav Graf von Westarp das Schloss und den Park. Noch im selben Jahr begann der Umbau zum Tagungshotel. Die Veränderungen des Jahres 1988 wurden zurückgenommen und der Treppenturm im Süden der Anlage angebaut, der als feuersicheres Treppenhaus die Nutzung des Obergeschosses ermöglichte. Im Februar 1998 begann der Hotelbetrieb. 2003 übernahm die niederländische Servaas Schlosshotel GmbH das Hotel.

## Baubeschreibung

### Zufahrt

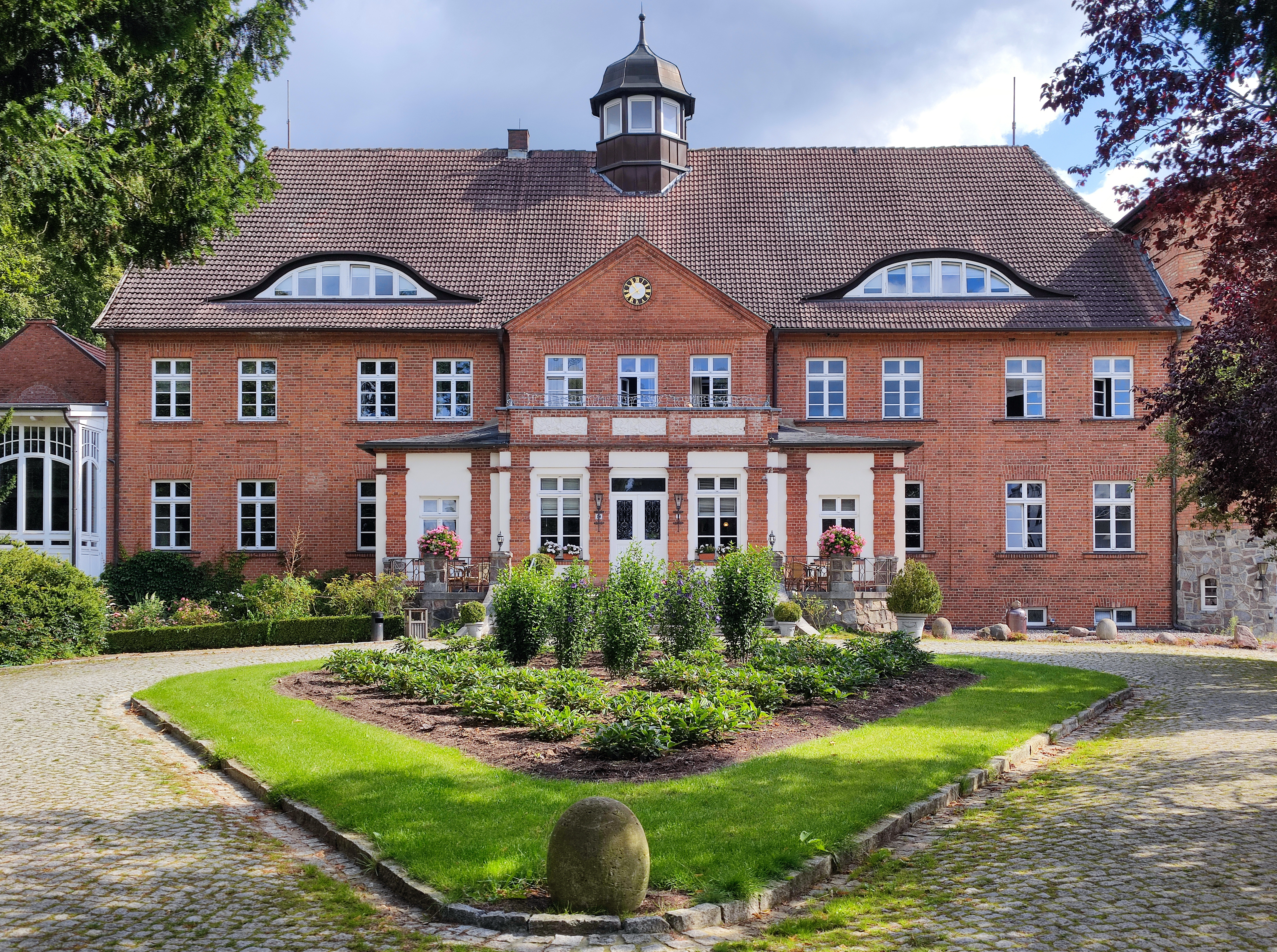
Vorplatz des Schlosses

Die Dorfstraße führt durch ein schmiedeeisernes Tor, das mit Pflanzenornamenten des Jugendstils versehen ist, und eine kurze Lindenallee auf den Vorplatz des Schlosses, der von einem tropfenförmigen Rondell mit vier eiförmigen Steinplastiken dominiert und als Umfahrt gestaltet wird. Am Ende der Allee flankieren zwei Podeste die Zufahrt. Sie sind von Pferdebändiger-Figuren aus Zink gekrönt, die von Christian Genschow geschaffen wurden.

### Haupthaus
Auf der Hofseite verfügt das Haupthaus über elf Achsen, auf der Parkseite über dreizehn und auf den Giebelseiten über drei. Der dreiachsige Mittelrisalit springt sowohl auf der Hof- als auch auf der Parkseite nur leicht vor. Auf der Hofseite verfügt der Risalit über einen Dreiecksgiebel mit rundem Uhrenfenster. Lisenen fassen den Risalit ein und gruppieren die Fenster jeweils zu Paaren. Auf der Höhe der ersten Geschossdecke befinden sich Blindspiegel in der Fassade. Eine Freitreppe führt auf eine Terrasse, an die sich die Vorhalle des Schlosses anschließt. Bei der Vorhalle handelt es sich um einen Putzbau mit Ziegel-Pilastern und Ornament-Reliefplatten aus Terrakotta.
Das Haupthaus wird von einem Krüppelwalmdach mit zwei großen Fledermausgauben sowie mehreren kleinen Schleppgauben an der Hof- und der Gartenseite bedeckt. Ein achteckiger Dachreiter mit großen Fenstern und geschwungener Haube, der auch als Glockenturm dient, krönt das Dach.
Der Eingang an der Parkseite des Schlosses ist mit einer geschlossenen Veranda ausgestattet, an der besonders die bunten Jugendstilfenster hervorstechen. Die Veranda ersetzt am Eingang zur Parkseite die Vorhalle und verfügt im Unterschied zum Haupteingang über eine zweiläufig ausgeführte Treppe. An der Nordwestseite ist die Parkfront des Schlosses mit einem Wintergarten aus Holz und Glas in der Formensprache des Jugendstils ausgestattet. Zwischen Wintergarten und Veranda zieht sich eine Balustrade, deren Fundament mit Pilastern gestaltet ist.
An das Haupthaus schließt sich im Südosten ein Anbau mit zwei Vollgeschossen und einem ausgebauten, steilen Mansarddach an. Eine Fledermausgaube im Dach sowie ein sehr ausgeprägter Seitenrisalit mit breiter Rundbogentür gestalten den Anbau. Dem Anbau ist an der Südecke des Wohnhauses ein achteckiger Treppenturm vorgelagert. Im Nordwesten schließt sich ein kleiner, eingeschossiger Anbau an das Haupthaus an.
Die Innenräume des Schlosses sind von der Formensprache des Jugendstils geprägt. Für die Raumgliederung ist die Mittelachse zwischen Haupt- und Parkeingang entscheidend, die eine Verlängerung von Dorfstraße und Schlosszufahrt darstellt. Die Wände der Eingangshalle werden von vierfarbigem Marmor geschmückt. Das anschließende Vestibül wird von zwei massigen Säulen mit Korbbogen und Tiermotiven in den Kapitellen dominiert. Die Stuckdecke ist in Kassettenform gegliedert und nur mit einem umlaufenden Blütenband geschmückt. Die links und rechts an das Vestibül anschließenden Räume stellen die größten Säle der gesamten Anlage dar, weisen aber kaum Bauschmuck auf. Ursprünglich handelte es sich um Musik- und Gartenzimmer sowie das Herrenzimmer. Heute befinden sich dort Restaurant und Tagungsraum.
Besonders prachtvoll ist die Bibliothek – ursprünglich ein Speisesaal – im nordwestlichen Anbau des Schlosses gestaltet. Wände und gewölbte Decke sind mit Holzkassetten geschmückt, in denen sich florale Ornamente zeigen. Zusätzlich schmücken Pilaster und ein stark hervortretendes Deckengesims die Wände. In die Kapitelle der Pilaster sind Lüftungsgitter aus Metall eingelassen, die Skarabäen und florale Ornamente zeigen. An der parkseitigen Wand flankieren zwei Halbsäulen ein großes Bücherregal. Auf der gegenüberliegenden Seite öffnet sich eine hohe Glastür zum Schlosshof. Eine weitere Glastür verbindet die Bibliothek mit dem Wintergarten.
Die übrigen Räume, insbesondere das Obergeschoss, weisen kaum noch historische Bauausstattung auf.

### Turmhaus

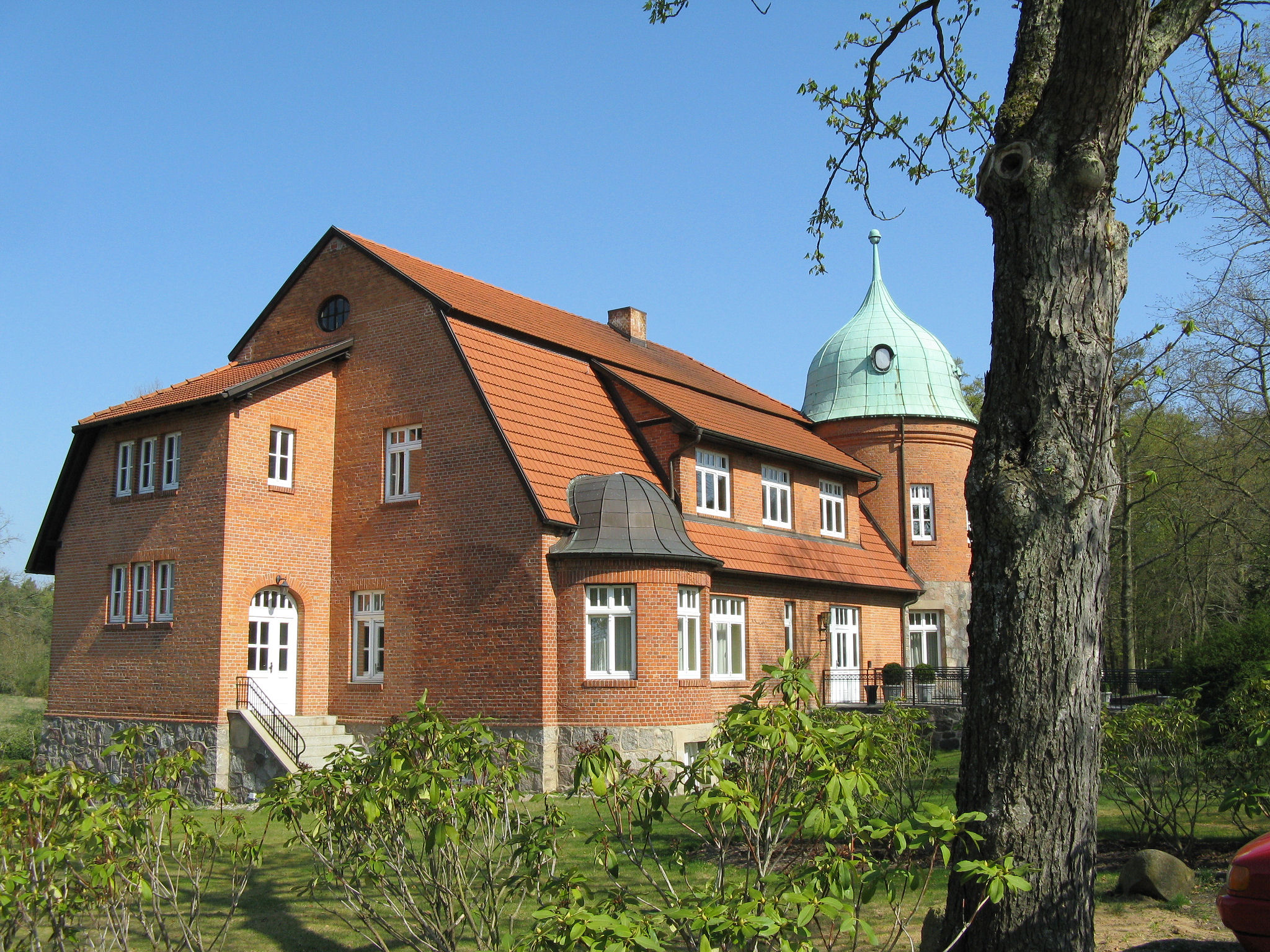
Turmhaus, aus Süden betrachtet

Dominierendes Baudetail dieses ehemaligen Verwaltungsgebäudes ist ein Rundturm, der in der Südostecke den Scheitelpunkt des winkelförmigen Bauwerks bildet. Eine Fassade aus Ziegelfries und eine glockenförmige Kupferhaube mit vier Ovalfenstern zieren den Turm. Das gesamte Turmhaus ist mit nur einem Vollgeschoss aus Backsteinmauerwerk errichtet. Allerdings verfügt es über ein hohes Souterrain und ein ebenfalls sehr hoch ausgeführtes Mansarddach, das allerdings niedriger als die Turmhaube bleibt, mit großen Gauben. Die Fassade weist deutliche Gestaltungselemente des Jugendstils auf. Die Außenwände des Souterrains sowie der bis zur Decke des Vollgeschosses geführte Sockel des Turms sind aus behauenen Granitfindlingen in Zyklopenmauerwerk gefügt.

### Park
Unmittelbar nach dem Bau des Herrenhauses wurde zwischen ihm und dem Glambecksee ein rund fünf Hektar großer Landschaftspark angelegt. An dieses stark gestaltete Areal schloss sich eine teilweise einbezogene Mischzone mit Gründland ein, die bis zu zehn Hektar umfasste. Die Hauptachse des Parks knickt gegenüber der Dorf- und Schlossstraße nach Osten ab und beginnt unmittelbar am Schloss als Lindenallee, die später als Spazierpfad zum Seeufer führt.